# デュロキノン
デュロキノン（英語:Duroquinone）はC4(CH3)4O2で表される有機化合物である。1,4-ベンゾキノンの、炭素環に結合している4つの水素原子をメチル基に置き換えた化合物である。分子の中心に当たるC10O2の構造はそれぞれ2つのC=OとC=Cの平面にある。
この化合物はデュレン (1,2,4,5-テトラメチルベンゼン) のニトロ化（英語版）と、その後のジアミンの還元と酸化によって合成される。
デュロキノンの誘導体の一つである有機鉄化合物 (η2,η2-C4(CH3)4O2)Fe(CO)3はペンタカルボニル鉄の存在下で2-ブチンをカルボニル化すると得られる。
また、この分子は"ナノブレイン"（nano brain）の材料としても知られている